# Dicranella longifolia
Dicranella longifolia är en bladmossart som beskrevs av Brotherus 1920. Dicranella longifolia ingår i släktet jordmossor, och familjen Dicranaceae. Inga underarter finns listade i Catalogue of Life.